# Leucocoryne porphyrea
Leucocoryne porphyrea är en amaryllisväxtart som beskrevs av Pierfelice Ravenna. Leucocoryne porphyrea ingår i släktet Leucocoryne och familjen amaryllisväxter. Inga underarter finns listade i Catalogue of Life.